# BMW S38

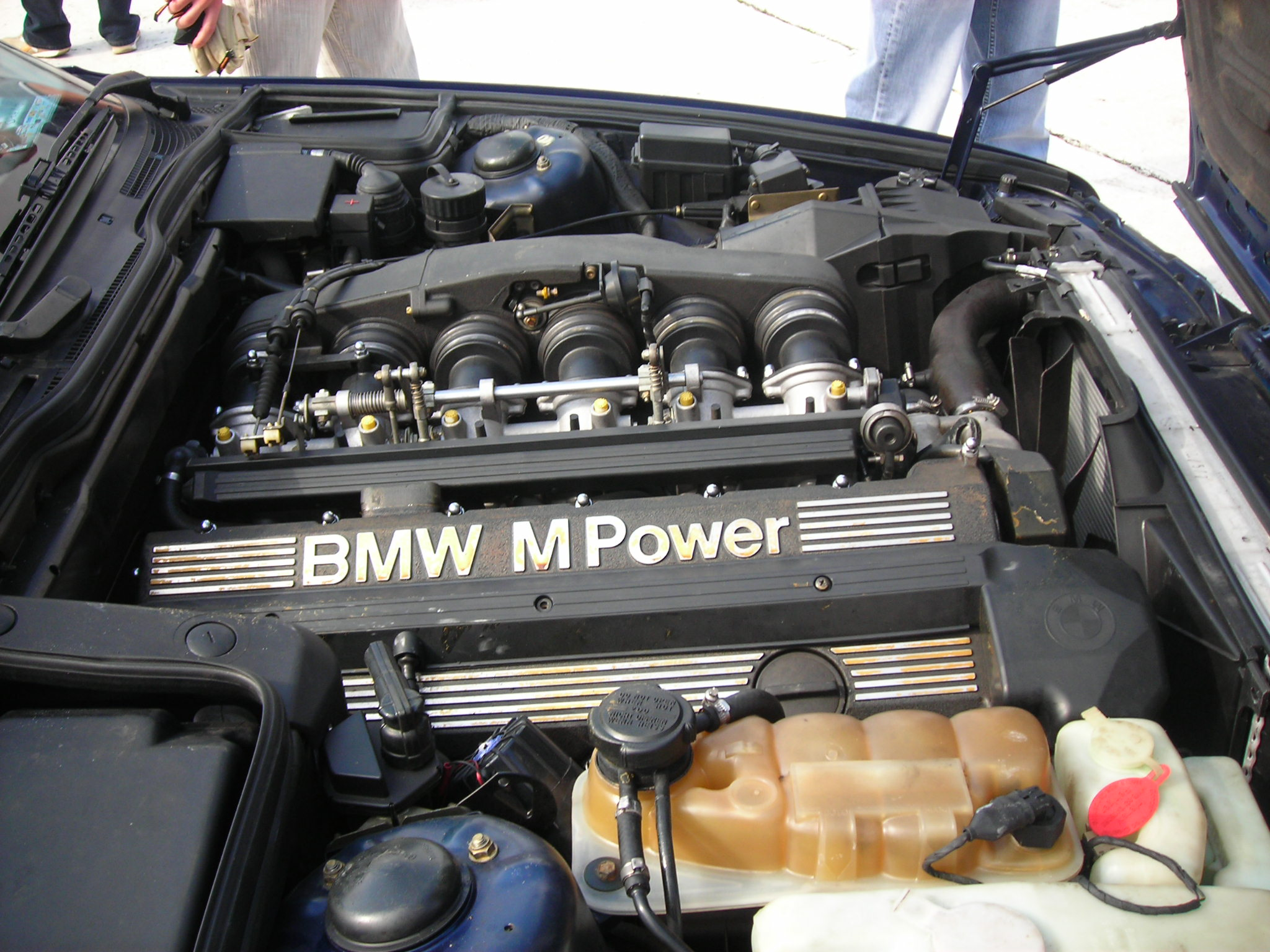
BMW S38B36 im E34 M5

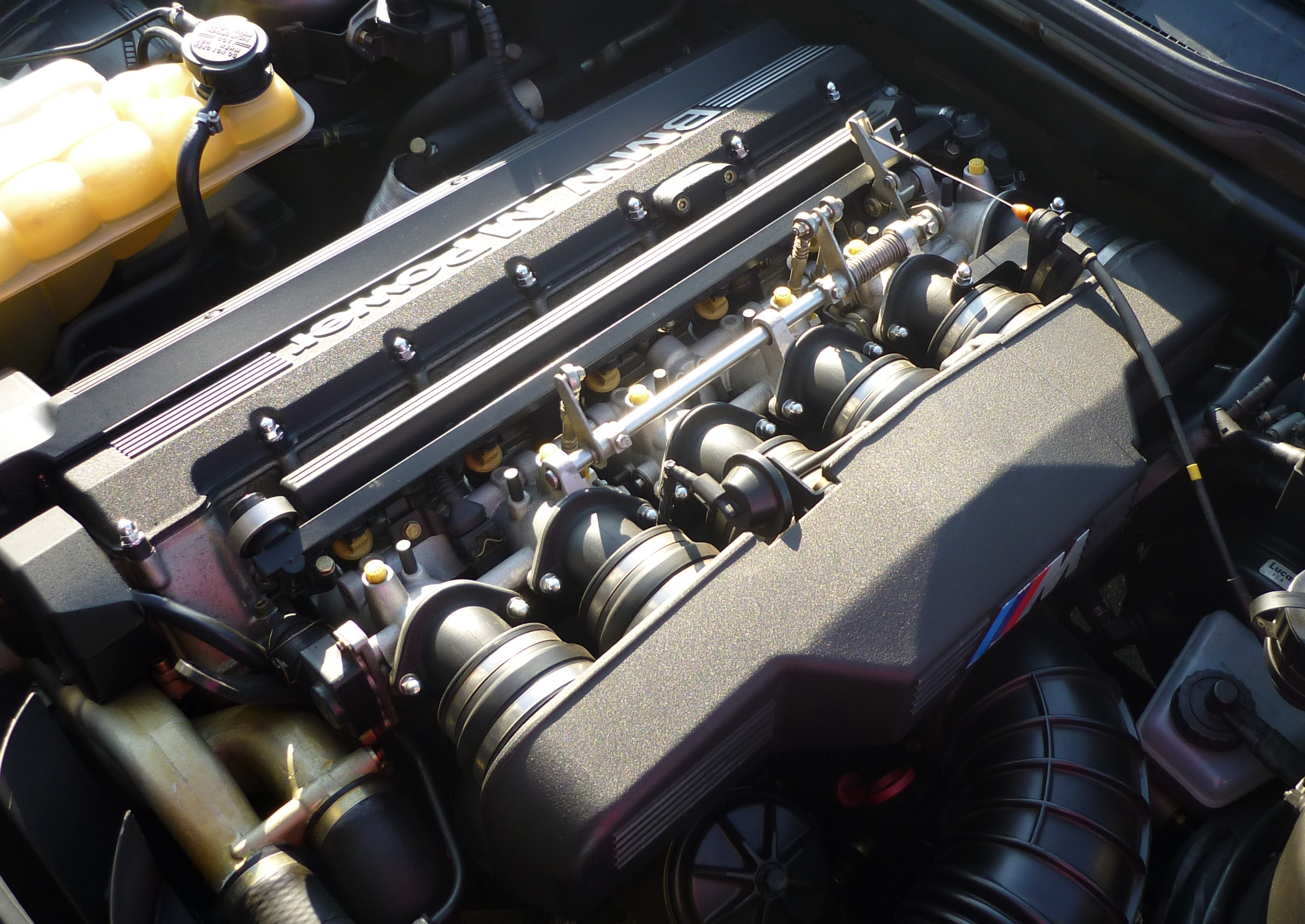
S38B36 im BMW M5,1988–1992

Der BMW S38 ist ein DOHC-Reihen-Sechszylinder-Ottomotor in Vierventiltechnik mit Saugrohreinspritzung des Motorenherstellers BMW bzw. der zugehörigen BMW M GmbH, der 1988 vorgestellt wurde. Die zwei oben liegenden Nockenwellen werden über eine Duplexkette angetrieben. Die Gemischversorgung erfolgt für jeden Zylinder separat über ein eigenes Saugrohr und einer Drosselklappe je Zylinder (Einzeldrosselanlage). Er kam im M5 E34 zum Einsatz.
Seinen Ursprung hat der Motor im BMW M30, mit dem er jedoch nicht mehr viel gemein hat, und ist Nachfolger und enger Verwandter des ebenfalls auf dem M30 basierenden BMW M88 der erstmals im BMW M1 verbaut wurde.
Die Besonderheit des S38 liegt gegenüber anderen BMW-Sechszylindermotoren neben der Vierventiltechnik in der damals nur im Rennsport eingesetzten Einzeldrosselklappenanlage, die in Verbindung mit der elektronischen Motorsteuerung für eine bessere Zylinderfüllung und ein besseres Ansprechverhalten sorgt. Eine elektronisch verstellbare Klappe im Luftsammler erlaubt es dem Motorsteuergerät, die effektive Länge des Ansaugrohres an die Kolbengeschwindigkeit anzupassen, sodass der Schwingrohreffekt und die damit verbundene Verbesserung der Zylinderfüllung in einem größeren Drehzahlbereich genutzt werden kann.
Beide Motoren wurden von Anfang an so ausgelegt, dass sie alle zur damaligen Zeit weltweit vorhandenen gesetzlichen Abgasnormen erfüllten. So setzte man verschiedene Katalysatoren ein, die je nach Motorausführung aus Metall oder Keramik gefertigt waren. Nur in wenigen Staaten (zum Beispiel Südafrika), in denen zur Markteinführung unverbleites Benzin noch nicht völlig etabliert war, wurde auf diese Technologie verzichtet.
Entwickelt und gebaut wurde der Motor, genau wie das dazugehörige Fahrzeug, bei der BMW M GmbH.
Angeboten wurde dieser Motor nur mit Schaltgetriebe, zuerst mit einem 5-Gang-Getriebe und ab Mai 1994 mit einem 6-Gang-Getriebe des Herstellers Getrag.

## Varianten
Im BMW E28 M5 für den US-amerikanischen Markt wurde eine Version des M88/3-Motors eingebaut, die mit einem Katalysator ausgestattet wurde und bei gleichbleibenden 3453 cm3 Hubraum 191 kW leistet; dieser M88/3-Motor wird bereits als S38B35 bezeichnet und wurde von 1984 bis 1989 gebaut.
Der S38 ist eine Weiterentwicklung des vom M30 abstammenden Motors BMW M88. Sowohl der M88 als auch die erste Ausführung des S38 (S38B36) haben einen Hubraum von (gerundet) 3,5 Litern. Eine Anhebung auf 3,8 Liter (S38B38) wurde durch eine größere Bohrung und eine neue geschmiedete Kurbelwelle erreicht, die den Hub von 86 auf 90 mm anhob. Des Weiteren wurden die Einlassventile vergrößert und das Luftfiltergehäuse strömungsoptimiert. Eine weitere Neuerung beim S38B38 ist die verteilerlose Zündung, die über sechs einzelne Zündspulen verfügt. Das S38B38-Triebwerk wiegt 236,8 kg.

## Daten
| Motor  | Hubraum          | Ventile/Zyl. | Bohrung × Hub     | Verdichtung | Leistung bei 1/min       | Drehmoment bei 1/min | Bauzeit |
| ------ | ---------------- | ------------ | ----------------- | ----------- | ------------------------ | -------------------- | ------- |
| S38B36 | 3,6 l (3535 cm3) | 4            | 93,4 mm × 86,0 mm | 10,0:1      | 232 kW (315 PS) bei 6900 | 360 Nm bei 4750      | 88 – 92 |
| S38B38 | 3,8 l (3795 cm3) | 4            | 94,6 mm × 90,0 mm | 10,5:1      | 250 kW (340 PS) bei 6900 | 400 Nm bei 4750      | 92 – 96 |

## Verwendung
S38B36
- 1986–1989 im BMW E24 M635 CSi Kat. (Coupe)
- 1988–1992 im BMW E34 M5 (Limousine)

S38B38
- 1992–1995 im BMW E34 M5 (Limousine)
- 1992–1996 im BMW E34 M5 (Touring)